# Бешуй (Первомайский район)
Бешу́й (укр. Бешуй, крымскотат. Beşüy, Бешуй) — исчезнувшее село в Первомайском районе Республики Крым, располагавшееся в центре района, в степной части Крыма, примерно в 3 километрах юго-восточнее современного села Свердловское. Сейчас на месте села животноводческая ферма с жилыми постройками.

## История
В следующем документе селение встречается на карте 1836 года и трёхверстовой карте 1865—1876 года, где обозначены развалины деревни — видимо, она возникла раньше, но в документах не встречается.
Согласно энциклопедическому словарю «Немцы России», немецкое лютеранское село Бешуй (или Бешуй-Коджамбак) было основано в 1887 году на 100 десятинах земли.
Земская реформа 1890-х годов в Евпаторийском уезде прошла после 1892 года, в результате Бешуй-Эли приписали к Коджанбакской волости.
По «…Памятной книжке Таврической губернии на 1900 год» в деревне числилось 88 жителей в 14 дворах, в 1904 году — 54 человека. По Статистическому справочнику Таврической губернии. Ч.II-я. Статистический очерк, выпуск пятый Евпаторийский уезд, 1915 год, в имении Бешуй (Стаса Павла Мефод.) Коджамбакской волости Евпаторийского уезда числился 1 двор с немецким населением в количестве 25 человек приписных жителей и 18 — «посторонних».
После установления в Крыму Советской власти, по постановлению Крымревкома от 8 января 1921 года № 206 «Об изменении административных границ» была упразднена волостная система и село вошло в состав Евпаторийского района Евпаторийского уезда, а в 1922 году уезды получили название округов. 11 октября 1923 года, согласно постановлению ВЦИК, в административное деление Крымской АССР были внесены изменения, в результате которых округа были отменены и произошло укрупнение районов — территорию округа включили в Евпаторийский район. Согласно Списку населённых пунктов Крымской АССР по Всесоюзной переписи 17 декабря 1926 года, в селе Бешуй, Коджанбакского сельсовета Евпаторийского района, числилось 14 дворов, все крестьянские, население составляло 71 человек, из них 34 русских, 28 немцев и 1 украинец. После образования 15 сентября 1931 года Фрайдорфского еврейского национального района (в 1944 году переименованного в Новосёловский) Коджамбак включили в его состав. Последний раз в документах село встречается на километровой карте Генштаба 1941 года. Вскоре после начала Великой Отечественной войны, 18 августа 1941 года крымские немцы были выселены, сначала в Ставропольский край, а затем в Сибирь и северный Казахстан. В дальнейшем в доступных документах Бешуй не встречается.